# Microdus filicaulis
Microdus filicaulis är en bladmossart som beskrevs av Brotherus 1927. Microdus filicaulis ingår i släktet Microdus och familjen Dicranaceae. Inga underarter finns listade i Catalogue of Life.